# Juanita Abernathy

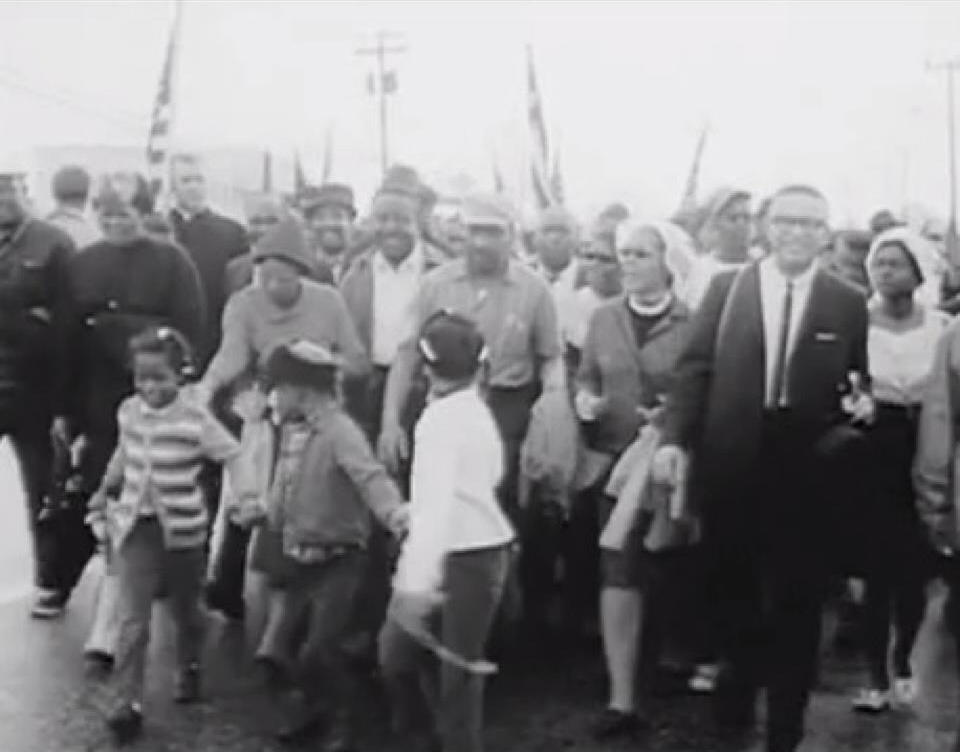
Juanita Abernathy (1965, 3. von Rechts)

Juanita Odessa Jones Abernathy (* 1. Dezember 1931 in Uniontown, Perry County, Alabama, USA; † 12. September 2019 in Atlanta, Georgia, USA) war eine US-amerikanische Bürgerrechtsaktivistin, Hochschullehrerin und Geschäftsfrau.
Als Frau von Ralph Abernathy (1926–1990), einem Mitbegründer der US-amerikanischen Bürgerrechtsbewegung und engem Freund von Martin Luther King.
wirkte sie am Aufbau der Bürgerrechtsbewegung entscheidend mit und nahm an allen wichtigen Demonstrationen für die Gleichstellung der Afroamerikaner in der amerikanischen Gesellschaft an vorderster Front teil.

## Leben
Juanita Jones war das jüngste der acht Kinder von Alex(ander) Jones Jr. (1882 – 1955) und dessen zweiter Ehefrau Ella (geb. Gilmore) (1888 – 1978).
Die Eltern waren erfolgreiche, wohlhabende Milch-, Rinder- und Baumwollfarmer, die in den 1930er Jahren als erfolgreichste schwarze Farmer im so genannten „Black Belt“ von Alabama (s. engl. Wiki: Black Belt (region of Alabama)) von der Tuskegee University, Montgomery ausgezeichnet wurden.
Juanita Jones besuchte vom Kindergarten bis zur Hochschulreife eine K-12 boarding school in Selma, wo eine ihrer älteren Schwestern bereits an der Selma University studierte.
Nach ihrem Schulabschluss nahm sie zunächst ein Studium an der Selma University auf, wechselte dann zur Tennessee State University, studierte Business education (Wirtschaftslehre) und schloss ihr Studium mit einem B.S. ab. Danach unterrichtete sie an Hochschulen.
Im Alter von 16 Jahren lernte sie ihren späteren Ehemann Ralph Abernathy kennen, der zu dieser Zeit in den US-Streitkräften diente. Die beiden verliebten sich, heirateten im August 1952 in Uniontown und zogen nach Montgomery, wo Ralph Abernathy Pastor der First Baptist Church war.
Im Januar 1957 während Ralph Abernathy gemeinsam mit Martin Luther King nach Atlanta gereist waren um die Southern Christian Leadership Conference (SCLC) in Atlanta zu gründen, wurde das Haus der Abernathys in Montgomery zum Ziel eines Sprengstoffanschlags.
Im Haus befanden sich zu diesem Zeitpunkt die mit ihrer jüngsten Tochter Donzaleigh schwangere Juanita Abernathy und ihre 3-jährige Tochter Juandalynn.  Beide überlebten wie durch ein Wunder den Anschlag, denn Feuerermittler stellten nach dem Anschlag fest, dass die Bombe – wäre sie nur etwas weiter geflogen – die Hauptgasleitung getroffen hätte.
Am selben Tag wurde nicht nur ein Bombenattentat auf das Abernathy-Haus verübt, sondern auch auf die Kirche, in der Ralph Abernathy Prediger war, die First Baptist Church. Außerdem traf es die Mount Olive Baptist Church, die Bell Street Baptist Church, die Hutchinson Street Baptist Church, sowie das Zuhause von Robert Graetz (s. engl. Wiki), einem weißen Pastor, der die Bürgerrechtsbewegung unterstützte.
Raymond C. Britt, Jr. wurde des Bombenanschlags auf die First Baptist Church beschuldigt, für die Bombe bei Abernathys Haus wurden Henry Alexander und James D. York verantwortlich gemacht. Der Staatsanwalt der Stadt D. Eugene Loe ließ die Anklage aber schließlich wieder fallen. (s. dazu engl. Wiki: First Baptist Church (Montgomery, Alabama))
Juanita Abernathy ließ sich aber selbst durch solche Anschläge nicht von ihrem Ziel die Gleichberechtigung der Schwarzen durchzusetzen abschrecken.
Inmitten ihrer Bürgerrechtsarbeit war Abernathy eine versierte Geschäftsfrau mit einer zwanzigjährigen Karriere als nationale Verkaufsleiterin beim Kosmetikkonzern Mary Kay Inc.
Darüber hinaus war sie 16 Jahre lang Mitglied des Verwaltungsrats des großen Nahverkehrsbetriebs Metropolitan Atlanta Rapid Transit Authority (MARTA) und auch im Vorstand der Development Authority of Fulton County (DAFC) in Georgia.

## Privates
Juanita Jones heiratete Ralph Abernathy am 31. August 1952. Das Paar bekam fünf Kinder:
Ralph David Abernathy Jr., Juandalynn Ralpheda Abernathy, Donzaleigh Abernathy, Ralph David Abernathy III (1959 – 2016) (s. auch engl. Wiki) und Kwame Luthuli Abernathy.
Ihr erstes Kind, Ralph David Abernathy Jr. verstarb am 18. August 1953, schon zwei Tage nach seiner Geburt am 16. August 1953.